# Chiesa dei Santi Cosma e Damiano (San Damiano Macra)
La chiesa dei Santi Cosma e Damiano è la parrocchiale di San Damiano Macra, in provincia di Cuneo e diocesi di Saluzzo; fa parte della zona pastorale di Busca, Dronero e Valle Maira.

## Storia
La prima citazione di una chiesa a San Damiano risale al 1264 ed è contenuta in un atto in cui si legge che dipendeva dall'abbazia di Villar San Costanzo; questa situazione è confermata in un documento datato 1643.
L'edificio venne rimaneggiato e rinnovato tra il 1770 e il 1772; successivamente, nel 1835 si provvide ad ampliare una cappella laterale e nel 1894 a rimodellare la facciata.
Tra il 1913 e il 1914 furono eseguite le decorazioni dell'interno e, negli anni settanta, si procedette a installare il nuovo altare rivolto verso l'assemblea, in ossequio alle norme postconciliari.

## Descrizione

### Esterno
La simmetrica facciata a capanna della chiesa, rivolta a nord e interamente decorata con dipinti, è affiancata alle estremità da coppie di lesene, elevate su un alto basamento e coronate da alti pinnacoli. Al centro si apre l'alto portale d'accesso quattrocentesco cuspidato in pietra, in stile gotico, profondamente strombato e sormontato da una lunetta e da un rosone cieco contenente un affresco del Sacro Cuore di Gesù; più in alto è collocato un grande trittico trilobato, mentre a coronamento si staglia una cuspide sormontata nel mezzo da una croce metallica.
Il campanile a base quadrata è suddiviso da cornici marcapiano in più registri; la cella presenta su ogni lato una monofora a tutto sesto ed è sormontata da una lanterna a pianta ottagonale con guglia di coronamento.

### Interno
L'interno dell'edificio è suddiviso da pilastri sorreggenti archi a tutto sesto in due navate, la centrale delle quali presenta, sulla sinistra, le cappelle laterali; al termine dell'aula si sviluppa il presbiterio, sopraelevato di un gradino, ospitante l'altare maggiore e chiuso a sua volta dall'abside di forma semicircolare.